# Alamo (escultura)
Alamo, también conocido como el Cubo de Astor Place, o simplemente El Cubo, es una escultura al aire libre de Bernard (Tony) Rosenthal, situada en Astor Place, en Manhattan (Nueva York). Tiene forma de cubo negro de 2,4 metros de largo de lado, apoyado sobre una esquina. El cubo está hecho de acero corten, y pesa en torno a 820 kg. Las caras del cubo no son planas, ya que tienen varias muescas, salientes y cornisas. No se le conoce mayoritariamente como Álamo, aunque es el nombre indicado en una pequeña placa en una esquina de la base, y que fue seleccionado por la esposa del artista, porque su escala y la masa le recordaba a la Misión de El Álamo. Generalmente se le llama simplemente El Cubo de Astor Place Cubo, o El Cubo.
Instalado en 1967 como parte de la "Escultura y Medio Ambiente", organizado por el New York City Department of Cultural Affairs, el Cube fue una de las 25 instalaciones de arte contemporáneo que fueron destinadas a permanecer por un período de seis meses. Sin embargo, los residentes locales solicitaron mantener el Álamo. Desde entonces se ha convertido en un lugar popular de reunión en el East Village. Se encuentra entre la entrada de metro de Astor Place, y la Cooper Union.
La característica distintiva del Cubo es que se puede hacer girar sobre su eje vertical. Una persona puede empujarlo lentamente con algún esfuerzo, y dos o más personas sin problemas. Muchas personas que viajan a Nueva York consideran que girando el cubo llevan a cabo un ritual que indica que han "llegado" a la ciudad. Sentarse o dormirse a la sombra del Cube es también popular.
El 10 de marzo de 2005, el Departamento de Parques y Recreación de la Ciudad de Nueva York, quitó el Cubo para labores de mantenimiento. El artista original sustituyó un perno que faltaba, e hizo algunas reparaciones menores. Una réplica improvisada de tubos de PVC llamada el Cubo de gelatina (Jello Cube), en honor a Peter Cooper se colocó en su lugar. A partir de noviembre de 2005, el Cubo volvió con una nueva capa de pintura negra, listo para girar.
Un cubo idéntico llamado Cubo Rosenthal (oficialmente conocido como Endover) se encuentra en el campus de la Universidad de Míchigan en Ann Arbor, Míchigan entre la Míchigan Union y el LSA Building. Tony Rosenthal ganó una licenciatura en Bellas Artes por la Universidad de Míchigan, y el cubo fue donado por el curso de 1965 e instalado en 1968. El cubo Rosenthal también gira, pero su eje está hundido en el suelo, en comparación con el eje de Álamo, que está en una plataforma independiente.

## Bromas
En junio de 2003, el Cubo sufrió una broma realizada por el ATF Squad, en la que lo convirtieron en un cubo de Rubik gigante. El cubo quedó de ese modo durante aproximadamente 24 horas antes de que los servicios de mantenimiento de la ciudad eliminaran la pintura de la escultura.
En marzo de 2006, el Grafiti Research Lab distribuyó LED Throwies a un grupo de personas, para lanzarlos sobre el cubo y decorarlo.
En abril de 2006, dejaron un recipiente con tizas en el Cubo, y algunos transeúntes comenzaron a dibujar en él. Siete personas fueron detenidas por vandalismo. El equipo de mantenimiento de la ciudad de Nueva York limpió la tiza a la mañana siguiente.
En octubre de 2011, la artista visual Olek (Ágata Oleksiak) puso una cobertura de punto con su característico patrón de camuflaje sobre el cubo.
El 14 de diciembre de 2011, estudiantes de Caltech cubrieron el cubo con ropas ajustadas, haciendo que recordara al Weighted Companion Cube del videojuego Portal.
En octubre de 2013 se hizo viral un falso documental que contaba que un hombre vivía dentro del cubo.
En Halloween de 2015 un hombre se vistió como el cubo y se puso en su lugar, aprovechando que en ese momento Alamo no estaba en su lugar por obras de remodelación en Astor place.